# 시니어토크쇼 황금연못
《시니어 토크쇼 황금연못》은 매주 토요일 아침 8시 30분 ~ 9시 30분까지 1시간 동안 방영하는 시사교양 청춘 시사 토크쇼 프로그램이다.

## 프로그램 소개
세대 간의 갈등, 반항, 극복, 소통, 화합 등에 도움이 될 수 있도록 해 주는 시사교양 프로그램이다.

## 방송 시간
| 방송 채널 | 방송 기간             | 방송 시간                            |
| --------- | --------------------- | ------------------------------------ |
| KBS 1TV   | 2015년 1월 3일 ~ 현재 | 매주 토요일 아침 8시 30분 ~ 9시 30분 |

## 역대 패널

### 현재
- 남상일 (2015년 1월 3일 ~ 현재)[4]
- 이승연 (2020년 9월 19일 ~ 현재)[5]

## 진행자
| 대수 | 진행자 | 진행자 | 진행 기간                       | 비고        |
| 대수 | 남성   | 여성   | 진행 기간                       | 비고        |
| ---- | ------ | ------ | ------------------------------- | ----------- |
| 1대  | 김홍성 | 가애란 | 2015년 1월 3일 ~ 2022년 9월 3일 | [ 6 ]       |
| 2대  | 김승휘 | 박지현 | 2024년 2월 10일 ~ 현재          | [ 7 ] [ 8 ] |

## 구성
- 앙케트 쇼, 인생 Talk 공감 Talk
- 황금 나침반
- 황금빛 내 인생

## 결방 사유 및 편성 변경
일부 스포츠 중계방송과 특집 방송일 경우 결방에는 다음주의 연기로 편성 변경된다.
2015년
- 7월 18일 : 메르스의 여파로 해양 다큐멘터리 샤크(재)(화면해설)<제1편 바다의 지배자> 편성 관계로 결방
- 7월 25일 : 메르스의 여파로 해양 다큐멘터리 샤크(재)(화면해설)<제2편> 편성 관계로 2주 연속 결방

2016년
- 8월 6일 : 아침 7시 45분부터 낮 12시까지 <2016 리우 올림픽> 중계방송 관계로 결방

2017년
- 3월 18일 : <선택 2017 KBS 대선후보 경선토론> 편성 관계로 결방
- 3월 25일 : <선택 2017 KBS 대선후보 경선토론> 편성 관계로 2주 연속 결방
- 10월 7일 : <2017년 공영방송 총파업>의 파업으로 인해 추석특집 편성 관계로 결방

2018년
- 8월 25일 : 아침 7시 50분부터 오전 10시 30분까지 <여기는 자카르타> 중계방송 관계로 결방

2019년
- 7월 20일 : <KBS 뉴스특보>[수화] 《제5호 태풍 ‘다나스’ 북상(08시 뉴스특보)》 아침 7시 50분부터 아침 9시까지 뉴스속보를 내보낸 관계로 결방
- 8월 3일 : KBS의 비상체제로 ‘휴가철을 맞은 혹서기 편성’으로 최대 적자로 재정 위기 상황을 맞아 재방송으로 결방
- 8월 10일 : KBS의 비상체제로 ‘휴가철을 맞은 혹서기 편성’으로 최대 적자로 재정 위기 상황을 맞아 재방송으로 결방
- 9월 7일 : <KBS 뉴스특보> [수화]《태풍 ‘링링’ 북상(08시 뉴스특보)》 아침 8시부터 오전 10시까지 뉴스속보를 내보낸 관계로 결방

2020년
- 8월 1일 : 본방송 결방으로 인하여 취소로 재방송으로 편성되었으나 집중호우 관련 방송되기 직전의 <KBS 뉴스특보>[수화] 뉴스속보를 내보낸 관계로 결방
- 8월 8일 : 아침 8시 30분부터 아침 9시까지 <무엇이든 물어보세요> 방송 이후 <KBS 뉴스특보>[수화] 《곡성 산사태 사망 4명》 뉴스속보를 내보낸 관계로 결방

2021년
- 2월 27일 : 아침 8시 20분부터 아침 8시 55분까지 중단 이후 <KBS 뉴스특보>[수화] 《화이자 백신 오늘 첫 접종》아침 8시 55분부터 아침 9시 15분까지 뉴스속보를 내보낸 관계로 다시 아침 9시 15분부터 아침 9시 40분까지 방송 재개
- 7월 24일 : 제32회 도쿄올림픽 중계방송으로 인한 결방

2022년
- 3월 12일 : 대통령 선거 속보 편성으로 인한 결방
- 9월 24일 : 고교 마라톤 대회 편성으로 인하여 아침 8시 20분으로 변경

2023년
- 1월 22일 설날연휴로 인하여 새벽 5시부터 아침 6시까지 방송
- 1월 28일 새 여자mc 아님 이지연(37기) 아나운서 아님 → 가애란 아나운서 (새 여자 MC로 변경함) (※ 출산휴가로 인하여 변경후 복귀하여 재개함)
- 3월 25일 방송분의 아나운서 출연 중 본사 임시 여자mc로 진행한 이윤정과 임지웅 및 춘천총국의 김수연, 창원총국의 송지원, 광주총국의 유도희, 부산총국의 정은혜, 박사임, 이지연 86년생 37기 아나운서 출연하지 못함
- 8월 26일 임시 여자mc 아님 이지연(37기) 아나운서 아님 → 이윤정 아나운서 (임시 여자MC로 변경함) (※ 2회 연속 임시 진행이후 연속 아님 및 변경함)
- 3월 25일 코오롱 구간 마라톤 대회 인하여 아침 8시 10분으로 변경
- 7월 15일: 호우특보 관련 KBS 뉴스특보 편성으로 인해 남북의 창과 함께 결방

2024년
- 7월 27일 : 2024 파리 올림픽 개막식 하이라이트 중계방송으로 인한 결방
- 12월 7일 : 2024년 대한민국 비상계엄 관련 KBS 뉴스특보 방송 관계로 결방

2025년
- 8월 2일 : 불편해도 괜찮아 7, 생활의 발견 스페셜, 여름특선 KBS 대기획 3부작 빙하 1부 재방송 편성으로 인한 결방

## 타이틀 변천사
현재 타이틀은 2015년 1월 3일을 기준으로 한다.
| 기수 | 타이틀                | 방송 기간                          |
| ---- | --------------------- | ---------------------------------- |
| 1기  | 사랑방 중계           | 1983년 2월 26일 ~ 1993년 3월 27일  |
| 2기  | 토요화제 이야기 광장  | 2001년 5월 12일 ~ 2002년 10월 26일 |
| 3기  | 시니어토크쇼 황금연못 | 2015년 1월 3일 ~ 현재              |